# スレックス
スレックス（SLEX、1986年8月21日 -、男性）は、オーストラリアのプロレスラー。ビクトリア州メルボルン出身。

## 略歴
学生時代、オーストラリアンフットボールを経験し、プロレス入り。2003年、PCWのメルボルン大会でデビューを果たした。
2011年、初来日しZERO1に参戦した。
その後、メルボルン・シティ・レスリング（MCW）などに参戦。
2013年にTMDKに加入。加入直後にマイキー・ニコルス＆シェイン・ヘイスト、ジョナ・ロックに続くTMDK第4の刺客、またTMDK初のジュニアヘビー級戦士としてプロレスリング・ノアへ初参戦を果たす。
同年の第7回日テレG+杯争奪ジュニアヘビー級タッグ・リーグ戦にアメリカROHのロデリック・ストロングと「米豪連合タッグ」を結成して初参戦、Bブロックにエントリーしたが、勝ち点2で2チーム同率のBブロック最下位に終わった。
その後、新日本プロレスのオーストラリア大会や、アメリカの団体であるROHにも単発的に参戦する。
2022年4月の両国国技館2連戦に、9年ぶりにプロレスリング・ノアに参戦。両日とも自身の得意技で勝利した。2013年のノア参戦時は正統派のコスチュームであったが、2022年参戦時は「ザ・ビジネス」を異名にして、派手なジャケットにサングラスを着用して入場。試合のここ一番になると、試合中にサングラスをかけて技をかけるというパフォーマンスを披露。

## 主要タイトル歴
- MCW王座
- EPWタッグ王座
- PWAオーストラリアンヘビー王座
- PCWタッグ王座
- TWEクルーザー級王座

## 参考資料
- 2013.05.31　2013年6月ツアー「Southern Navig.2013」「三沢光晴メモリアルナイト」、6・1広島～6・30後楽園大会 参加他団体、外国人、フリー選手決定！※追加参戦選手情報|NOAH OFFICAL SITE2013年12月閲覧
- 日テレG+杯争奪ジュニアヘビー級タッグリーグ戦|アーカイブ|NOAH OFFICAL SITE2013年12月閲覧
- スレックス  | プロレスリング・ノア公式サイト | PRO-WRESTLING NOAH OFFICIAL SITE2022年4月閲覧
- 【両国参戦外国人選手紹介⑦】"ザ・ビジネス"  スレックス！  | プロレスリング・ノア公式サイト | PRO-WRESTLING NOAH OFFICIAL SITE2022年4月閲覧